# Liaojia
Liaojia (kinesiska: 廖家镇, 廖家) är en köping i Kina. Den ligger i provinsen Sichuan, i den sydvästra delen av landet, omkring 36 kilometer väster om provinshuvudstaden Chengdu. Antalet invånare är 18 883. Befolkningen består av 9 417 kvinnor och 9 466 män. Barn under 15 år utgör 10,0 %, vuxna 15-64 år 75 %, och äldre över 65 år 13,0 %.
Genomsnittlig årsnederbörd är 1 318 millimeter. Den regnigaste månaden är juli, med i genomsnitt 377 mm nederbörd, och den torraste är december, med 11 mm nederbörd.